# Уманец, Екатерина Иосифовна
Уманец Екатерина Иосифовна (Осиповна) (род. 1866 г. Москва — после 1913 г.) — русская писательница, переводчица, издательница.

## Биография
Родилась в Москве в семье потомственных дворян. Образование получила в Московском Екатерининском институте. Жена востоковеда С. И. Уманца. В 1890-е и 1900-е годы сотрудничала с журналами «Труд» и «Исторический Вестник» (публикация переводов).
Редактор-издатель журнала «Светлый луч» (1907—1913).

## Сочинения[2]
- Бары и Народ. Рассказы Ек. Уманец. — Тифлис. Типография А. И. Петрова. 1901 г. — 245 с., 19х13 см.

- Богомолки. Рассказ Е. Уманец. — Санкт-Петербург: тип. «Россия», 1908. — 22 с.; 18 см.

- Мать и дочь. Рассказ Ек. Уманец. — Санкт-Петербург: тип. «Россия», 1908. — 36 с.; 19 см.

- Ночью. Из хроники рус.-кит. войны. Рассказ Ек. Уманец. — Санкт-Петербург: тип. «Россия», 1908. — 15 с. ; 20 см.

## Переводы[2]
- Двор Карла IV (La corte de Carlos IV). Ист. роман Переса Гальдоса / Пер. с исп. Е. И. Уманец. — Санкт-Петербург: тип. А. С. Суворина, 1893. — 206 с.; 24 см.

- В погоне за идеалом. Рассказ Педро де Аларкона // журнал «Труд», 1894. №o 4.

- Последний потомок древнего рода. Рассказ Хозе Сельчаса // журнал «Труд», 1895. №o 3 (4).

- Осада Сарагоссы (Zaragoza) Исторический роман Переса Гальдоса / Пер. с исп. Е. Уманец. — Санкт-Петербург: тип. А. С. Суворина, 1896. — 136 с.; 25 см.

- Желанный король (La Fontana de oro). Исторический роман Переса Гальдоса / Пер. с исп. Ек. Уманец. — Санкт-Петербург: тип. А. С. Суворина, 1901. — 201 с.; 24 см.

- Осень женщины. Роман / Пер. Ек. Уманец. Собрание сочинений Марселя Прево в 4-х тт. Т. 4. — Санкт-Петербург: П. Ф. Пантелеев, 1901. — 362 с.

- Вокруг тиары. Ист. роман Эмиля Гебгарта, чл. Фр. акад / Пер. с фр. Ек. Уманец. — Санкт-Петербург: Тип. А. С. Суворина, 1907. — 111 с.; 24 см.

- Увлечения королевы. Роман Жана де-ла-Гир / Пер. с фр. Ек. Уманец. — Санкт-Петербург, 1908. — 75 с.; 23 см.

- Президент. Ист. роман из испанской жизни в Южной Америке / Пер. Ек. Уманец. — Санкт-Петербург: тип. А. С. Суворина, 1909. — 194 с.; 24 см. Прил. к журн. «Светлый луч». 1909, No 1-2, 4-7/8.

- Дочь народа (La tribuna). Историческая новелла Эмилии Пардо-Базан / Пер. с исп. Е. И. Уманец. — Санкт-Петербург: тип. А. С. Суворина, 1893. — 108 с.; 24 см.

Собрание сочинений Жорж Занд. — Санкт-Петербург: Л. Ф. Пантелеев, 1896—1899 — (Собрание сочинений избранных иностранных писателей):
- Т. 8. Лелия. Роман / Пер. Ек. И. Уманец. — 1897. — 356 с.
- Т. 15. Исповедь молодой девушки. Роман / Пер. Е. И. Уманец. — 1898. 327 с.
- Т. 18. Рассказы [Лора. Шармет. Письма путешественника. Что говорит ручей. Метелла. Мельхиор. Кора] / Пер. Е. Уманец. — 1899. — 240 с.